# 北部德比
北方德比（Nordderby）是指位於德國北部的兩家足球俱樂部雲達不萊梅和漢堡之間的比賽。這兩家球隊是德國北部戰績最佳和最具人氣的球隊。兩家球隊的首場比賽是在1927年，漢堡以4-1的比分在客場取得勝利。自1963年德甲創辦以來，兩家球隊每年都會相遇至少兩次，除了1980–81賽季。迄今為止，不萊梅在德比戰中取得了50次勝利，略超過漢堡的48次，另有41場比賽以平局收場。

## 外部連結
- Hamburger SV official website（页面存档备份，存于）
- Werder Bremen official website
- German football statistics and information（页面存档备份，存于）